# Brahma Kumaris
Brahma Kumaris este o organizație spirituală internațională cu sediul în Rajasthan, India și prezentă în mai bine de 100 de țări printre care și România. Livrează gratuit programe, cursuri, seminarii, conferințe, etc spre folosul societății în general prin beneficiul personal al fiecăruia.
Printre cele mai ample programe internaționale inițiate de Brahma Kumaris se află 
Million Minutes of Peace (Un milion de minute de pace) - program în urma căruia s-au strâns mai bine de 10.000.000 minute de pace;
Global Cooperation for a Better World (Cooperare globală pentru o lume mai bună).